# Comuna Tabivere
Tabivere este o comună (vald) din Comitatul Jõgeva, Estonia.

Comuna cuprinde un târgușor - Tabivere, reședința comunei și 24 de sate.

## Localități componente

### Târgușoare
- Tabivere

### Sate
- Elistvere
- Juula
- Kaiavere
- Kaitsemõisa
- Kassema
- Koogi
- Kõduküla
- Kõnnujõe
- Kõrenduse
- Kärksi
- Lilu
- Maarja-Magdaleena
- Otslava
- Pataste
- Raigastvere
- Reinu
- Sepa
- Sortsi
- Tormi
- Uhmardu
- Vahi
- Valgma